# Podlipki (stacja kolejowa)
Podlipki (ros. Подлипки) – stacja kolejowa w miejscowości Sielchoztiechnika i w pobliżu miejscowości Podlipki, w rejonie łuchowickim, w obwodzie moskiewskim, w Rosji. Położona jest na linii Moskwa – Riazań.

## Historia
Stacja powstała w XIX w. pomiędzy stacjami Łuchowicy i Gorki.